# کوئینت غربی
کوئینت غربی (به انگلیسی: Quinte West) یک یک شهر در استان انتاریو در Canada است که در Hastings County واقع شده‌است.

## خصوصیات
کوئینت غربی ۴۳٬۰۸۶ نفر جمعیت دارد.